# 加伏特鯨
加伏特鯨（學名Gaviacetus），又名潛鯨或加氏鯨，是一種生存於始新世的原始鯨目。牠們有一對細少的後肢。